# Manuel Calleros
Manuel Francisco Calleros 1763-1841, hijo de D. Roberto Calleros y Da Isabel de la Cruz Texera
El 14 de junio de 1825 en la ciudad de la Florida, se constituyó presidente del Primer Gobierno Patrio Banda Oriental del Uruguay. Dicho gobierno convocó al Congreso de la Florida, el cual designó a  Lavalleja como General en Jefe del ejército libertador, así como asignó a Rivera el cargo de Inspector General de Armas.